# F-15 Strike Eagle III
F-15 Strike Eagle III är ett flygsimulator, krigsspel utgivet 1992 av Microprose, och uppföljaren till F-15 Strike Eagle II.
Stridsflygplanet är i spelet utrustat med M61 Vulcan och missler som kan användas mot bade mål i luften och på marken, samt LGB-bomber. Secenarierna är: Irak, Panama, och Korea.
Jämfört med föregångarna hade grafiken förbättrats, men fortfarande var fiende-flygplanen inte lika detaljerade som det flygplan spelaren kontrollerar. Framför allt låg fokus på terräng och geografi, med verkliga byggnader som det irakiska presidentpalatset i Bagdad.
CD-rom-versionen innehåller också flyguppdrag baserade på Operation ökenstorm.

### Fotnoter
1. ↑  ”F-15 Strike Eagle III” (på engelska). Mobygames. 10 mars 1992. http://www.mobygames.com/game/dos/f-15-strike-eagle-iii. Läst 7 juni 2014.